# Фабри, Микеле
Микеле Фабри (итал. Michele Fabris; 1644, Пресбург, Венгерское королевство, ныне Братислава — 8 июля 1684, Венеция), известен также как Микеле Онгаро (итал. Michele Ongaro или Ungaro) — венгерский скульптор, работавший в Италии.

## Жизнь и творчество
Микеле Фабри родился на территории нынешней Словакии, в XVII столетии бывшей частью Венгерского королевства. В 1662 году Фабри приезжает в Венецию. Здесь он работает совместно с немецким скульптором Мельхиором Бартелем над саркофагом скончавшегося венецианского дожа Джованни Пезаро в церкви Санта-Мария-Глориоза-де-Фрари. Позднее работает в базилике Санта-Мария-делла-Салюте со скульптором и архитектором Бальтазаре Лонгенья. Ещё одна его скульптура находится в капелле Вендрамин в соборе Сан-Пьетро-ди-Кастелло в Венеции. Работал также в Падуе.
По месту своего происхождения получил прозвище Онгаро, то есть венгр.
Серия бюстов и скульптур, выполненных Микеле Фабри, хранится в музее «Пинакотека Кверини Стампалья» (итал. Pinacoteca Querini Stampalia) в Венеции.

## Галерея

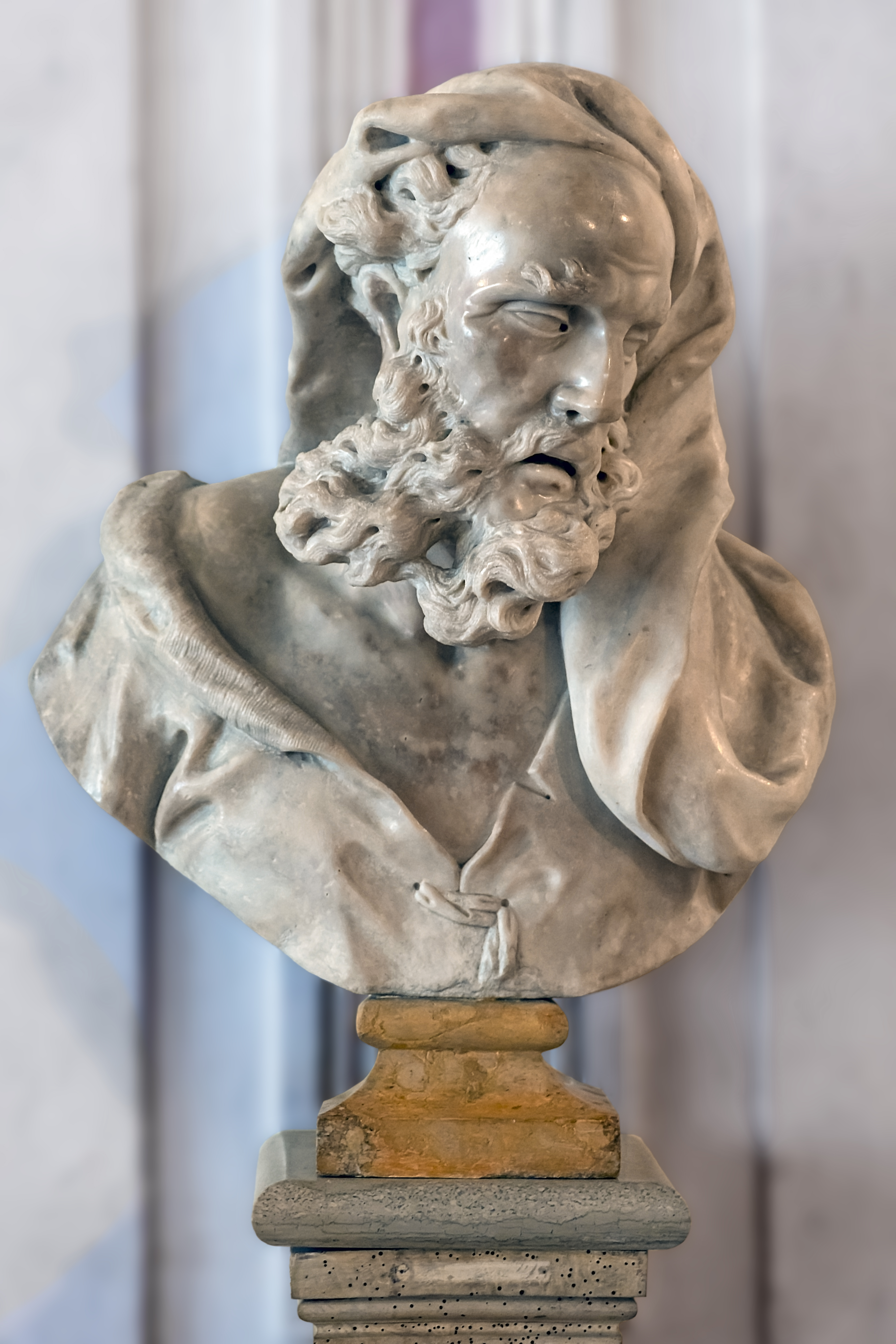
Философ.
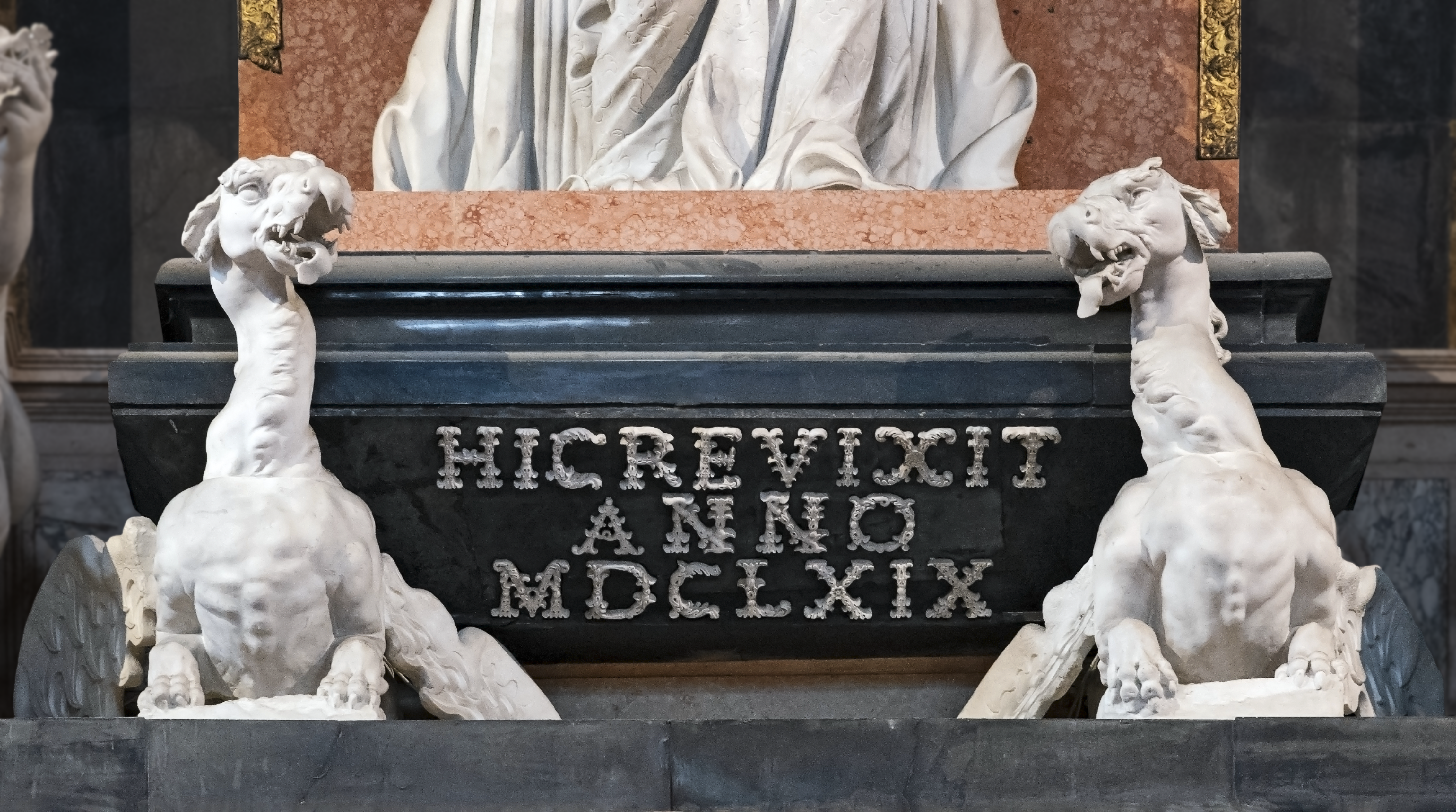
Два дракона у саркофага дожа Джованни Пезаро. Фрари, Венеция.
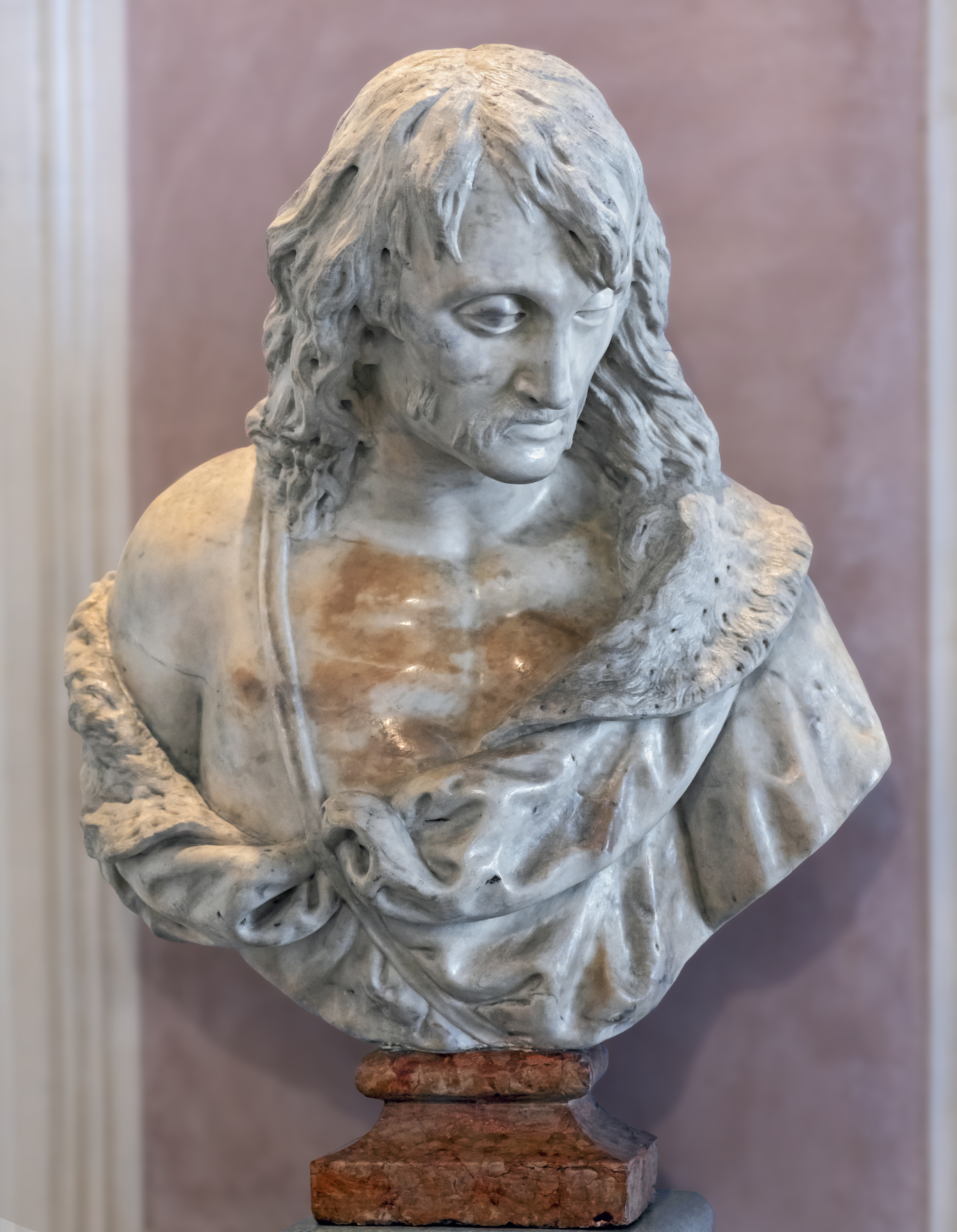
Иоанн Креститель.
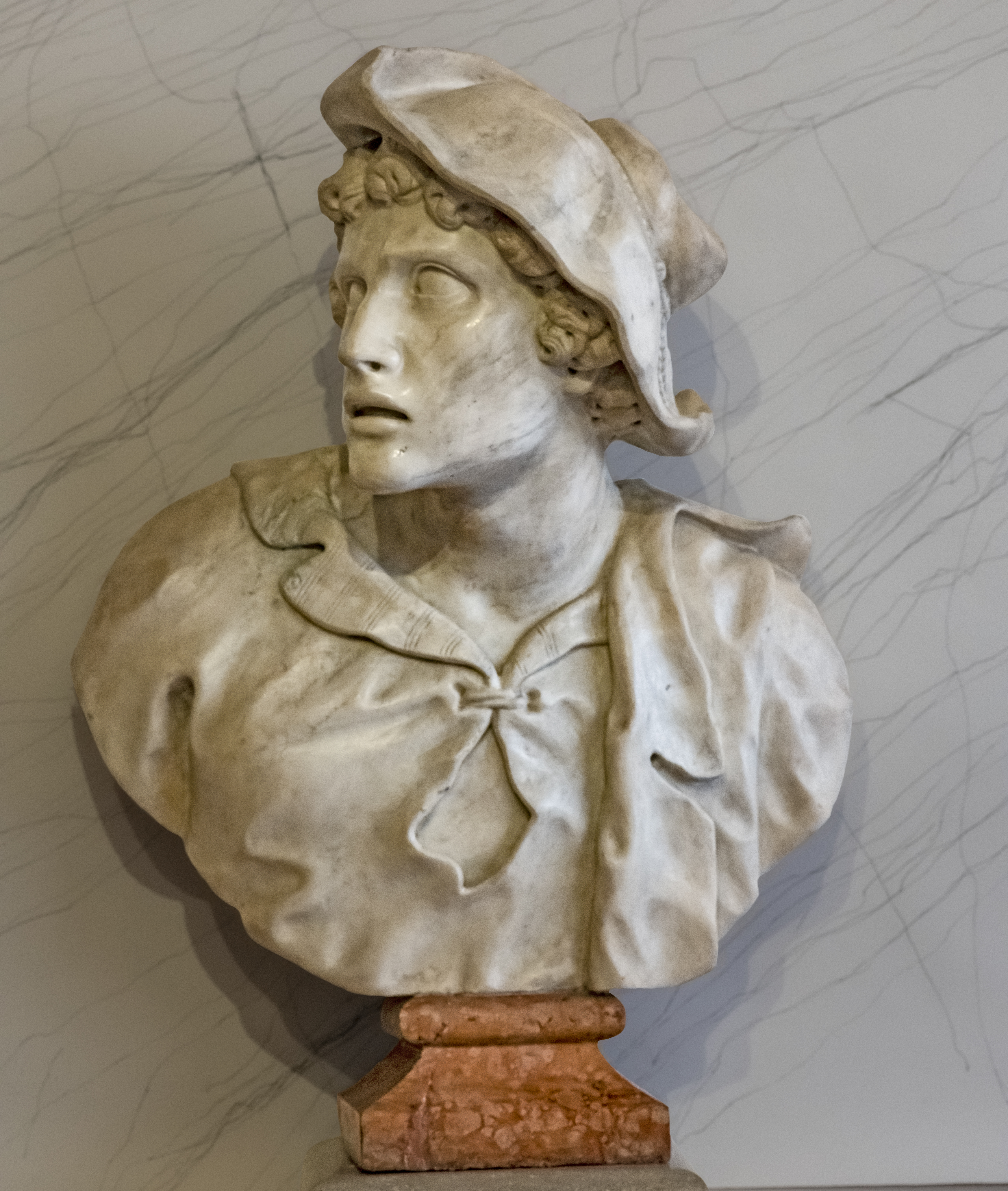
Бюст молодого человека.